# Leucothoe goowera
Leucothoe goowera is een vlokreeftensoort uit de familie van de Leucothoidae. De wetenschappelijke naam van de soort is voor het eerst geldig gepubliceerd in 1974 door J.L. Barnard.